# كلوديا شنايدر
كلوديا شنايدر (بالإنجليزية: Claudia Schneider)‏ هي مجدفة أمريكية، ولدت في 16 سبتمبر 1951 في Langendernbach ‏ في ألمانيا.

## وصلات خارجية
- كلوديا شنايدر على موقع الاتحاد الدولي للتجديف (الإنجليزية)
- كلوديا شنايدر على موقع اللجنة الأولمبية الدولية (الإنجليزية)
- كلوديا شنايدر على موقع أوليمبيديا (الإنجليزية)